# شو یونلونگ
شو یونلونگ (انگلیسی: Xu Yunlong؛ زادهٔ ۱۷ فوریهٔ ۱۹۷۹) یک بازیکن فوتبال اهل جمهوری خلق چین است. و در حال حاضر برای باشگاه فوتبال بیجینگ گوان بازی می‌کند.
وی سابقه بازی برای تیم ملی فوتبال چین را دارد، و برای این تیم در جام جهانی فوتبال ۲۰۰۲ نیز به میدان رفته است.